# 克里斯·泰勒 (摔跤运动员)
克里斯·泰勒（英語：Chris Taylor，1950年6月13日—1979年6月30日），美国男子摔跤运动员。他曾代表美国参加1972年夏季奥林匹克运动会摔跤比赛，获得男子自由式100公斤以上级铜牌。